# Robson & Jerome
Robson & Jerome fueron un dúo de pop británico de los años 1990, formado por los actores Robson Green y Jerome Flynn, mejor conocidos por su actuación en la serie de televisión británica, Soldado Soldado.
Consiguieron dos singles número uno, producidos por Mike Stock y Matt Aitken: "I Believe" (1996) and "What Becomes of the Brokenhearted" (1996) ; y dos álbumes número uno en el Reino Unido.

## Discografía
Álbumes
1. Robson & Jerome (1995) #1 UK
2. Take Two (1996) #1 UK
3. Happy Days: The Best of Robson & Jerome (1997) #20 UK
4. The Love Songs (1999)

Sencillos
- "Unchained Melody" / "(There'll Be Bluebirds Over) The White Cliffs of Dover"
- "I Believe / Up on the Roof"
- "What Becomes of the Brokenhearted]]" / "Saturday Night at the Movies" / "You'll Never Walk Alone"